# Plavajoči mlin
Plavajoči mlin je posebnost panonske pokrajine in lahko delno ali pa v celoti plava na reki.
Razlog za tak tip mlina je pogosto poplavljanje panonskih vodotokov. Skupaj z vodotokom se dviguje tudi mlin oziroma del mlina (mlinsko kolo, ki bi ga sicer voda preplavila ali odnesla). Oblasti so v prejšnjih stoletjih uvedle mlinski zakon, ki se je s časom spreminjal. Leta 1770 je tak zakon navajal, da smejo biti mlini postavljeni samo ob velikih rekah in tako so se pojavili obrtniški mlini, ki so delovali za potrebe širše okolice. Leta 1814 je nova različica zakona dopustila gradnjo tudi ob potokih, s tem pa so začeli nastajati tudi hišni mlini, ki so večinoma delovali samo za lastnikove potrebe, lahko kot pogonski mehanizem za žago ali kot mlin za predelovanje žita.
Plavajoči mlini so v Sloveniji najbolj pogosti na reki Muri. V časih Avstro-ogrske monarhije je bilo na slovenskem odseku Mure, od Kroga do Martina (meja s Hrvaško) 69 plavajočih mlinov, v 21. stoletju pa se jih je ohranila le peščica.